# Centrino 2

Logo del Centrino 2

Centrino 2 è il nome commerciale della quinta generazione della piattaforma Centrino sviluppata da Intel per i computer portatili. La prima piattaforma a prendere il nome di Centrino 2 è quella conosciuta attraverso il nome in codice Montevina arrivata con circa un mese di ritardo sul previsto, il 14 luglio 2008, che è l'evoluzione della precedente Santa Rosa commercializzata però ancora con il marchio Centrino Duo (ovvero il nome commerciale attraverso cui vengono indicate la terza e quarta generazione di Centrino).

## I motivi del nuovo nome commerciale
Già al momento del passaggio alla terza generazione della piattaforma Centrino (conosciuta come Napa), Intel si rese conto che per far percepire più facilmente le innovazioni tecnologiche apportate all'intero sistema, era necessario aggiornare anche il nome commerciale. Dato che la nuova CPU (conosciuta con il nome in codice di Yonah) era di tipo dual core e venne rinominata Core Duo, sembrò abbastanza logico riprenderne il nome anche nel marchio dell'intera piattaforma che diventò appunto la nuova Centrino Duo.
Al momento del passaggio alla quinta generazione Intel si è posta lo stesso problema, decidendo così di creare il nuovo marchio Centrino 2, che nella maniera più efficace e semplice possibile rende ben evidente il salto generazionale della piattaforma.
Proprio grazie alla spinta data dalle varie generazioni della piattaforma Centrino, il mercato dei sistemi mobile ha registrato dal 2003 una crescita sempre maggiore, al punto che diversi analisti prevedono che nel 2008 i sistemi mobile commercializzati a livello globale supereranno per la prima volta il numero dei sistemi desktop (in alcune nazioni questo è già avvenuto nel 2007).
Nel corso del 2007 Intel ha commercializzato un totale di 100 milioni di processori per sistemi notebook e l'azienda ne prevede la vendita di 123 milioni nel corso del 2008 per poi salire negli anni successivi a 145, 169 e 195 milioni, rispettivamente nel 2009, 2010, 2011. Da questi numeri si capisce come sia importante per Intel promuovere in tutti i modi possibili, il lancio delle nuove piattaforme mobile convincendo il consumatore al rinnovo generazionale.

## Componenti
Così come le prime 4 generazioni di piattaforma Centrino (Carmel, Sonoma, Napa e Santa Rosa) erano basate su 3 componenti chiave, vale a dire, CPU, Chipset e Scheda wireless espressamente progettati per l'impiego in ambito mobile e quindi per avere come principale obiettivo il giusto bilanciamento tra prestazioni e consumi, anche per la nuova Centrino 2 Intel ha mantenuto gli stessi requisiti, e solo se un sistema integra tutti e 3 i componenti suggeriti dalla casa madre, esso potrà fregiarsi del "logo Centrino 2", mentre se un produttore deciderà di utilizzare solo la CPU suggerita ma una diversa scheda di rete wireless, esso potrà solo portare il logo relativo alla CPU impiegata e non quello dell'intera piattaforma.

## Caratteristiche principali
Le piattaforme precedenti a Centrino 2, vale a dire la Centrino vera e propria e la successiva Centrino Duo, sono state basate su 2 differenti generazioni, vale a dire Carmel e Sonoma per Centrino e Napa e Santa Rosa per Centrino Duo. Al momento non è ancora dato sapere se anche Centrino 2 seguirà la stessa strada dato che per la piattaforma successiva a Montevina, Intel non ha ancora annunciato il nome commerciale.

### Montevina
Pochi mesi dopo la presentazione della seconda generazione di Centrino Duo e quindi del Core 2 Duo Merom, a gennaio 2008 Intel ha presentato il suo successore, ovvero il secondo processore mobile ad essere basato sull'architettura Intel Core Microarchitecture, conosciuto come Core 2 Duo Penryn. In questo caso non si tratta di un processore completamente nuovo, dato che l'architettura è rimasta la stessa di Merom, ma è caratterizzato da diversi affinamenti che lo rendono in grado di "spremere" al meglio le potenzialità dell'architettura "Core". Al pari di quanto già avvenuto in passato, il lancio del nuovo processore non ha coinciso immediatamente con il lancio della nuova piattaforma; inizialmente infatti si è visto solo un aggiornamento della sola CPU nei sistemi pensati per la piattaforma Centrino Duo Santa Rosa. Per questo motivo la piattaforma di riferimento rimane ancora Santa Rosa, sebbene basata sul nuovo processore, e quindi rinominata formalmente "Santa Rosa Refresh". Si tratta in effetti dello stesso approccio che Intel aveva già utilizzato al momento della presentazione del secondo Pentium M (Dothan) che aveva in un primo tempo semplicemente aggiornato la piattaforma Carmel precedente, e anche al momento della presentazione del Core 2 Duo Merom che aveva a sua volta aggiornato la piattaforma Napa. Molto probabilmente il produttore ha intenzione di conservare tale approccio anche per il futuro per successive generazioni di Centrino.
Il 14 luglio 2008 è arrivato l'atteso aggiornamento dell'intera piattaforma che prende il nome di Montevina. Di seguito i 3 componenti chiave della piattaforma:
- Processore - Core 2 Duo Penryn

L'architettura è la stessa del predecessore Merom e di tipo dual core ma il processo produttivo è passato dai 65 nm ai 45 nm sempre mediante l'approccio a Die Monolitico, e questo ha consentito di integrare una cache L2 aumentata del 50%, vale a dire 6 MB contro 4 MB, inoltre il bus è salito ulteriormente fino a 1066 MHz. Oltre a diverse altre migliorie comuni a tutti gli altri prodotti a 45 nm dell'azienda, appartenenti quindi alla seconda generazione dell'architettura "Core" è da segnalare l'integrazione delle nuove istruzioni SSE4 che in alcuni ambiti di utilizzo sono in grado di offrire prestazioni fino al 40%.
- Chipset - Cantiga (commercializzato come GM45, GS45, GM47 e PM45 ovvero una variante della famiglia Eaglelake)

Il BUS massimo supportato è ovviamente quello a 1066 MHz, ed è stata aggiunta la compatibilità con i moduli RAM di tipo DDR3 in standard -800 e -1066; a parità di prestazioni, le memorie DDR3 sono in grado di mantenere consumi inferiori. Il comparto grafico è stato ancora una volta potenziato portando gli shader unificati da 8 a 10 e supportando nativamente le DirectX 10 e la codifica HDCP per la visione di contenuti ad alta definizione nei formati Blu-ray e HD DVD (sebbene lo sviluppo di quest'ultimo supporto sia poi stato interrotto a inizio 2008).
- Scheda wireless - Shiloh (commercializzata in 2 varianti WiFi Link 5100/5300 e WiFi/WiMAX Link 5150/5350)

Esisterà in 2 varianti, Shirley Peak e Echo Peak. La prima è in realtà molto simile alla soluzione integrata nella piattaforma precedente, offrendo il supporto agli standard 802.11 a/b/g/n con la possibilità pero di aggiungere anche una scheda aggiuntiva ("Dana Point") per il supporto della tecnologia WiMax. La seconda versione invece prevede entrambi i tipi di connettività in un unico modulo.

## Altre innovazioni di Centrino 2 rispetto a Centrino Duo
Le innovazioni della prima generazione della piattaforma Centrino 2 rispetto all'ultima generazione della precedente Centrino Duo, non sono così eclatanti come è successo in passato nel passaggio da Centrino a Centrino Duo, ma mirano soprattutto ad affinare tutta una serie di aspetti legati ai diversi componenti dell'intera piattaforma.
Secondo Intel, i nuovi elementi della piattaforma Montevina consentono di ottenere un ingombro complessivo pari al 60% delle piattaforme precedenti, permettendo così numerose possibilità di implementazione che possono spaziare da sistemi notebook tradizionali a particolari soluzioni subnotebook.
La prima generazione, Montevina, inoltre, porte con sé anche un'evoluzione della tecnologia Robson (conosciuta anche come Intel Turbo Memory), la 2.0, che vede l'adozione di 2 GB di memoria flash in grado di interfacciarsi alle tecnologie ReadyDrive e ReadyBoost del sistema operativo Microsoft Windows Vista.

## Tracce di Centrino 2 in anteprima su iMac
A fine aprile 2008 Apple ha aggiornato la propria linea di soluzioni desktop conosciuta come iMac con alcune soluzioni hardware che ricordano molto da vicino le specifiche previste per la prima generazione della piattaforma Centrino 2 (Montevina) che però, come detto, sarebbero poi arrivate solo a luglio; nella nuova linea venivano utilizzati processori Core 2 Duo Penryn con BUS a 1066 MHz, che non erano ancora stati annunciati da Intel. Si è poi saputo che non si trattava dei processori attesi con Montevina, ma di specifiche varianti dei Core 2 Duo Penryn già sul mercato in cui però il BUS era stato portato dagli originali 800 MHz a 1066 MHz, per espressa volontà di Apple. Il modello di punta funzionava a 3,06 GHz, ma non era il successivo Core 2 Duo X9100 che consuma solo 44 W, ma una variante leggermente meno ottimizzata (probabilmente basata anche su uno stepping diverso) dal consumo di 55 W.

La scelta di offrire in esclusiva ad Apple alcuni particolari versioni dei propri processori non è inedita per Intel: a inizio 2008 infatti, al momento della presentazione del MacBook Air era stato annunciato che tale sistema era basato su una particolare modifica del progetto Merom (predecessore di Penryn) realizzata con un package ridotto del 60% per venire incontro alle particolari esigenze di "spazio" richieste dal nuovo prodotto Apple. Poco dopo, altri produttori (tra i quali Lenovo) mostrarono il proprio interesse per questi nuovi prodotti che consentono di semplificare la realizzazione di sistemi molto compatti come i subnotebook e sulla scia di tale successo Intel ha poi annunciato ufficialmente che i futuri Core 2 Duo Penryn pensati per la piattaforma Montevina saranno disponibili sia in versione con package tradizionale sia con package ridotto, ma in questo caso non si tratterà più di un'esclusiva Apple.

## Centrino 2 vPro
Così come la precedente piattaforma Santa Rosa è stata commercializzata non solo sotto il nome di Centrino Duo ma anche con il nuovo Centrino Pro (poi rinominata in Centrino vPro per uniformità con l'altra piattaforma simile del settore desktop) che è in sostanza una particolare versione di Centrino Duo con l'aggiunta di alcune tecnologie che possono essere utili in ambito business, anche per Centrino 2, Intel ha coniato una versione "professionale" chiamata semplicemente Centrino 2 vPro. Le differenza principali tra Centrino 2 e Centrino 2 vPro sono molto simili a quelle esistenti tra Centrino Duo e Centrino Pro, e tra queste si possono citare la presenza della tecnologia iAMT per l'amministrazione remota del sistema e il supporto BIOS alla tecnologia di virtualizzazione Vanderpool; si tratta, ancora una volta, di 2 caratteristiche mutuate dalla piattaforma desktop vPro.

## La piattaforma successiva
Come detto sopra, non è ancora chiaro se Centrino 2 sarà ancora basata su 2 differenti generazioni di piattaforma oppure no, e quindi al momento non è dato sapere se la piattaforma di sesta generazione che seguirà a Montevina, che comunque è già stata annunciata attraverso il nome in codice di Calpella, verrà ancora commercializzata con il marchio Centrino 2 oppure vedrà la nascita di un altro marchio, verosimilmente "Centrino 3". In ogni caso sarà basata sul successore del processore Penryn, ovvero la prima CPU mobile basata sulla futura architettura Nehalem.